# Cryptophagus pubescens
Cryptophagus pubescens är en skalbaggsart som beskrevs av Sturm 1845. Cryptophagus pubescens ingår i släktet Cryptophagus, och familjen fuktbaggar. Arten är reproducerande i Sverige.